# 吉田哲哉
吉田 哲哉（よしだ てつや、1977年8月10日 - ）は、日本の実業家。一口馬主法人社台レースホース代表のほか、競走馬生産牧場社台ファームの副代表を務める。父は、現社台ファーム代表の吉田照哉。

## 来歴
北海道出身。小学生までは牧場で育ち、中学、高校は札幌の学校で寮生活をしていた。大学卒業後に社台ファームに入社。
社台ファームの後継者として、現場の施設整備や育成方針の策定などを担っている。

## 信念
社台ファームにはノーザンファームや追分ファームリリーバレーのような屋根付き全天候型坂路が存在しないが、吉田は「屋根をかけても、馬の脚が速くなるわけではありません」と述べており、導入には消極的である。

## 主な所有馬
- クイーンズリング（2015年優駿牝馬まで。以降は吉田千津名義に変更。）